# Terminus Centre-ville
Der Terminus Centre-ville ist ein Busbahnhof in Montreal. Er befindet sich im zentralen Bezirk Ville-Marie unter dem Wolkenkratzer 1000 de La Gauchetière, dem höchsten Gebäude der Stadt. Der im Jahr 1992 eröffnete Busbahnhof wird von der staatlichen Verkehrsbehörde Autorité régionale de transport métropolitain (ARTM) betrieben. Er dient als Endstation zahlreicher Buslinien, die in die Vororte auf der gegenüberliegenden Seite des Sankt-Lorenz-Stroms (Rive-Sud) führen.
Über die weit verzweigte Montrealer Untergrundstadt ist der Terminus Centre-ville mit weiteren Verkehrsbauwerken in der Nähe verbunden. Es sind dies die Station Bonaventure der Metro Montreal sowie zwei Bahnhöfe, der Gare Lucien-L’Allier und der Gare Centrale.

## Nutzung
Der Busbahnhof verfügt über 21 Bussteige und wird von den Gesellschaften Réseau de transport de Longueuil und exo genutzt. Hinzu kommen mehrere Stadtbuslinien der Société de transport de Montréal, die Haltestellen in benachbarten Straßen bedienen.